# 大叶卷瓣兰
大叶卷瓣兰（学名：Bulbophyllum amplifolium）为兰科石豆兰属下的一个种。

## 扩展阅读
- 維基物種上的相關：大叶卷瓣兰